# Roweia
Genre
Roweia est un genre d'holothuries (concombres de mer) de la famille des Cucumariidae.

## Systématique
Le genre Roweia a été créé en 1985 par le zoologiste sud-africain Ahmed Suleman Thandar (d) avec pour espèce type Cucumaria frauenfeldi Ludwig, 1882,.

## Liste des espèces
Selon World Register of Marine Species (19 mars 2015) :
- Roweia frauenfeldi (Ludwig, 1882)
- Roweia stephensoni (John, 1939)

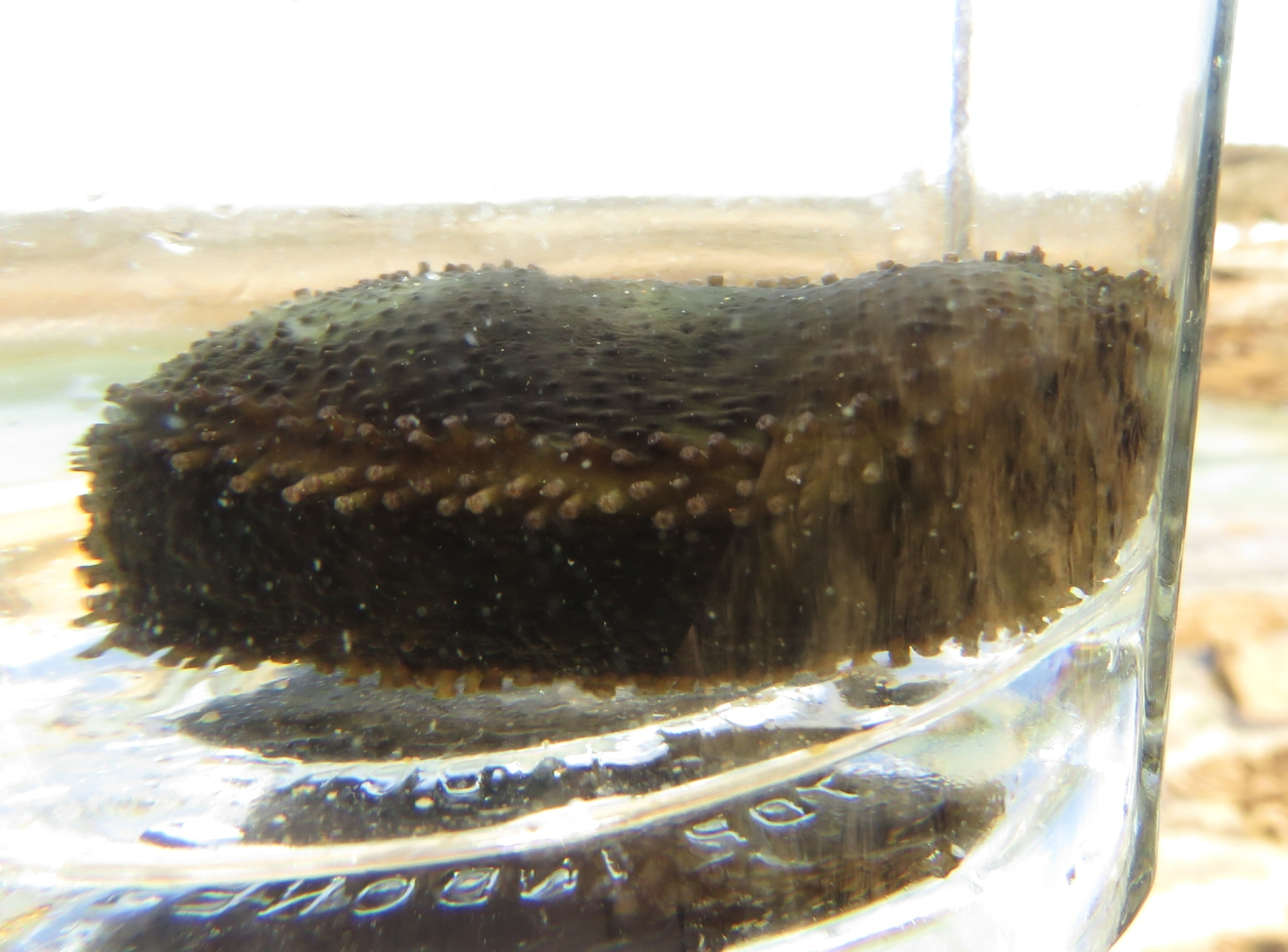
Roweia frauenfeldi.
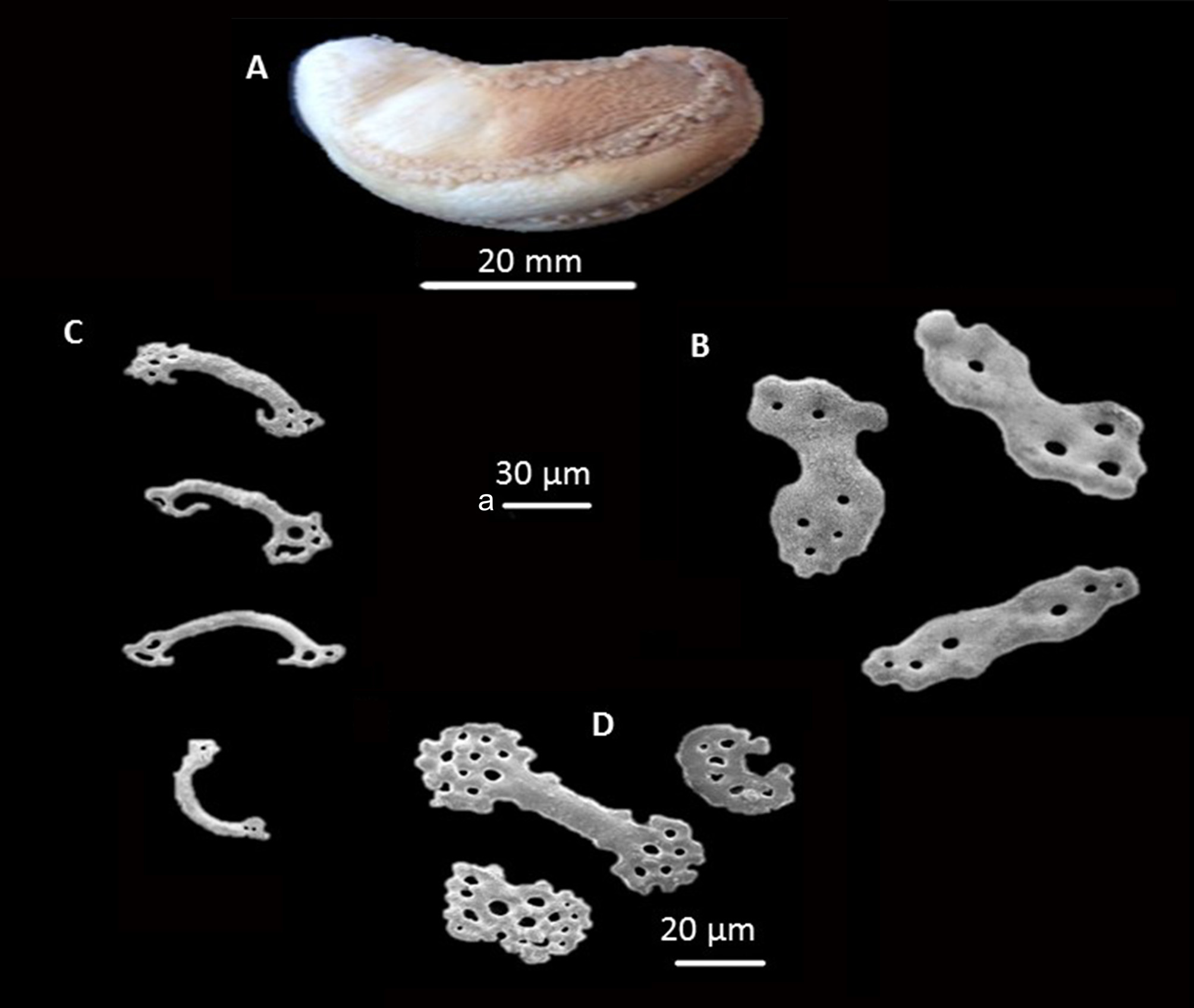
Roweia frauenfeldi.
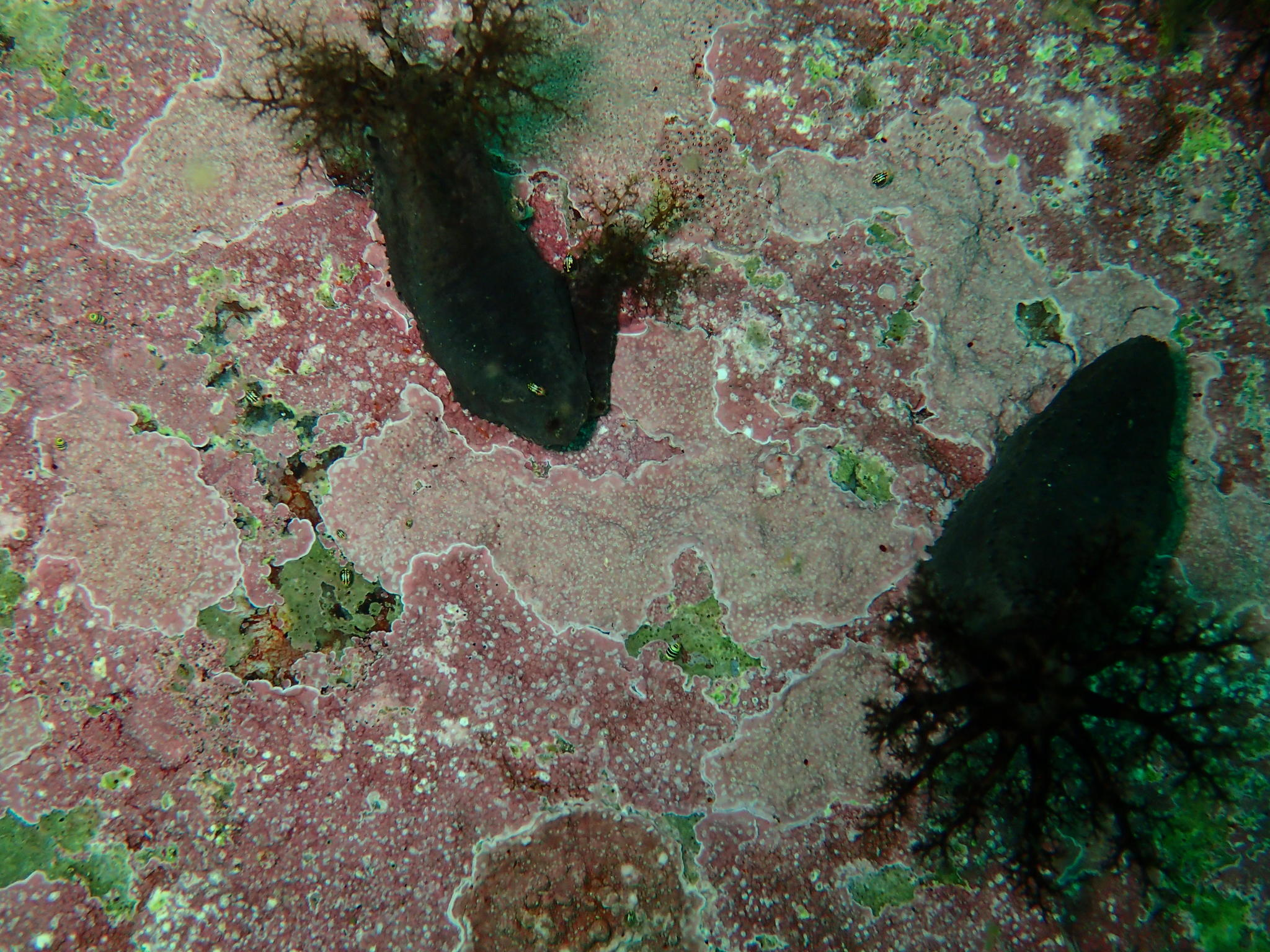
Roweia stephensoni.

## Publication originale
- (en) A. S Thandar, « A new southern African genus in the holothurian family Cucumariidae (Echinodermata: Holothuroidea) with the recognition of two subspecies in Cucumaria frauenfeldi Ludwig », South African Journal of Zoology, no 3,‎ 1985, p. 109-114 (ISSN 0254-1858, DOI 10.1080/02541858.1985.11447922).